# Laval-sur-Vologne
Laval-sur-Vologne är en kommun i departementet Vosges i regionen Grand Est (tidigare regionen Lorraine) i nordöstra Frankrike. Kommunen ligger i kantonen Bruyères som tillhör arrondissementet Épinal. År 2022 hade Laval-sur-Vologne 630 invånare.

## Befolkningsutveckling
Antalet invånare i kommunen Laval-sur-Vologne
| Referens: INSEE |